# WEC 23
WEC 23: Hot August Fights foi um evento de artes marciais mistas ocorrido em 17 de agosto de 2006 no Tachi Palace Hotel & Casino em Lemoore, California.

## Background
O evento principal foi a luta pelo Cinturão Peso Meio Pesado do WEC entre o campeão Lodune Sincaid e o desafiante Doug Marshall.

## Resultados
- Luta de Peso Leve:  Robert Breslin vs.  Andrew Martinez

A luta foi declarada Empate aos 5:00 do segundo round.
- Luta de Peso Meio Médio:  Josh McDonald vs.  Patrick Murphy

McDonald derrotou Murphy por Decisão Majoritária.
- Luta de Peso Meio Pesado:  Dan Molina vs.  Rafael del Real

Molina derrotou del Real por Finalização (chave de calcanhar) aos 0:43 do primeiro round.
- Luta de Peso Leve:  Clay Guida vs.  Joe Martin

Guida derrotou Martin por Decisão Unânime.
- Luta de Peso Meio Pesado:  Anthony Ruiz vs.  Jeremy Freitag

Ruiz derrotou Freitag por Nocaute Técnico (socos) aos 2:46 do segundo round.
- Luta de Peso Médio:  Fernando Gonzalez vs.  Alex Stiebling

Gonzalez derrotou Stiebling por Nocaute Técnico (corte) aos 2:35 do primeiro round.
- Luta de Peso Leve:  Casey Olson vs.  Chris Solomon

Olson derrotou Halkett Por Nocaute (joelhadas e socos) ao fim do terceiro round.
- Luta de Peso Médio:  Kenny Ento vs.  Mario Rivera

Ento derrotou Rivera por Finalização (chave de braço) aos 2:44 do primeiro round.
- Luta de Peso Leve:  Poppies Martinez vs.  Gigo Jara

Martinez derrotou Jara por Finalização (mata leão) aos 3:52 do segundo round.
- Luta de Peso Meio Médio:  Alex Karalexis vs.  Thomas Denny

Karalexis derrotou Denny por Decisão Unânime.
- Luta de Peso Meio Médio:  John Alessio vs.  Alex Serdyukov

Alessio derrotou Serdyukov por Finalização (mata leão) aos 1:52 do terceiro round.
- Luta de Peso Pena:  Antonio Banuelos vs.  Cole Escovedo

Banuelos derrotou Escovedo por Decisão Unânime.
- Luta pelo Cinturão Peso Meio Pesado do WEC:  Doug Marshall vs.  Lodune Sincaid

No evento principal, Marshall ganhou o Cinturão Peso Meio Pesado do WEC ao derrotar Sincaid por Nocaute Técnico.